# Stanley Rous
Pour les articles homonymes, voir Rous (homonymie).
 (août 2016).
Si vous disposez d'ouvrages ou d'articles de référence ou si vous connaissez des sites web de qualité traitant du thème abordé ici, merci de compléter l'article en donnant les références utiles à sa vérifiabilité et en les liant à la section « Notes et références ».
Stanley Rous, né le 25 avril 1895 à Mutford dans le Suffolk et mort le 18 juillet 1986 à Paddington à Londres, est un arbitre de football et un dirigeant sportif britannique, président de la FIFA de 1961 à 1974, où ses actions et ses écrits sur le jeu et les règles du jeu influencèrent grandement le football au XXe siècle.

## Carrière

### Arbitre
Professeur de sport au Watford Grammar School for Boys (en) à Watford de 1921 à 1934, Stanley Rous joue au football au niveau amateur au poste de gardien de but. Choisissant par la suite de devenir arbitre, il grimpe dans la hiérarchie et arbitre régulièrement en 3e division anglaise en Football League Third Division North et en Football League Third Division South et au 2e échelon en Football League Second Division. Par la suite, il acquiert le statut d'arbitre FIFA et arbitre son premier match international à Anvers au Bosuilstadion lors d'une rencontre amicale opposant l'équipe nationale belge à celle des Pays-Bas le 13 mars 1927 (victoire des locaux 2 à 0). Durant sa carrière, il arbitre 36 matches internationaux. 
Désigné pour être l'arbitre central de la finale de la FA Cup en 1934, le 28 avril, à Wembley dans une rencontre opposant Manchester City à Portsmouth Football Club (2-1 pour les Mancuniens), il décide le lendemain, après un match international qu'il doit superviser en Belgique de déposer le sifflet à seulement 39 ans.

### Dirigeant
Stanley Rous va commencer alors une grande carrière de dirigeant. Ami de longue date d'un des membres fondateurs de la FIFA et secrétaire général entre 1932 et 1951, l'Allemand Ivo Schricker, il décide de s'investir comme dirigeant dans le monde du football. Dès la fin de sa carrière d'arbitre, il devient secrétaire de la Fédération anglaise succédant à Sir Frederick Wall (en) en 1934. Il reste à ce poste durant 28 ans, de 1934 à 1962. Durant cette période, il parvient à faire revenir sa fédération au sein de la FIFA, qu'elle avait quittée à la suite d'une brouille datant d'avant la Seconde Guerre mondiale. Il participe également en tant que dirigeant à la réussite des Jeux olympiques d'été de 1948 de Londres et voit son investissement dans le sport reconnu par son anoblissement par le roi du Royaume-Uni George VI dès 1949. 
Acteur de la vie sportive anglaise, il est également l'un des principaux théoriciens de son sport. Il est ainsi le premier à théoriser le système diagonal d'arbitrage, méthode encore appliquée par les arbitres actuels et surtout le principal coordinateur de la réécriture des règles du jeu du football à la fin des années 1930. Avant 1938 et la décision de confier cette mission à Rous, les 17 règles du football apparaissaient en effet extrêmement désordonnées et complexes pour ses pratiquants et ses amateurs. Il commence à dépoussiérer ces règles et à reclasser ces règles dans un ordre rationnel. Le travail de Sir Stanley est à ce point méticuleux et efficace que les règles ne furent plus réécrites ensuite pendant plus de 50 ans, jusqu'au début des années 1990. 
À la suite du décès d'Arthur Drewry, président de la FIFA de 1955 à 1961, Stanley Rous, devenu un des personnages influents du monde sportif, lui succède, devenant le 6e président de cette association le 28 septembre 1961 à Londres, quelques mois avant la Coupe du monde de football de 1962 au Chili. Sous sa présidence, la FIFA coordonna et organisa trois tournois olympiques et quatre coupes du monde dont une remportée par l'Angleterre, son pays natal, en 1966. Déjà sport roi au début des années 1960, le football va connaître une nouvelle exposition grâce aux retransmissions télévisées des coupes du monde. Les petites fédérations à travers le Monde demandent alors en masse leur affiliation à son organisateur, la FIFA, qui s'autofinance — alors difficilement — grâce à l'organisation de ces compétitions.
Le début de la présidence de Stanley Rous est également marqué par le conflit entre la FIFA et la Confédération africaine de football qui pointait du doigt le manque de places accordées à ses membres par la FIFA pour les phases finales de Coupes du monde. Depuis la création de celles-ci en 1930, les pays africains sont en effet dans l'obligation de disputer des phases éliminatoires avec les vainqueurs d'autres confédérations continentales pour espérer pouvoir se qualifier, la FIFA refusant de leur accorder des places réservées comme pour les confédérations européenne ou sud ou centre-américaine.  Accusé d'être pro-européen, et face à la menace des pays africains de ne pas disputer les phases éliminatoires pour la Coupe du monde de 1966, Rous cède et décide après ces pressions, de leur accorder une place qualificative directe (gagnée par le Maroc) mais seulement pour la Coupe du monde de football de 1970. 
À la suite de son retrait de la présidence de la FIFA le 11 juin 1974 et son remplacement par le Brésilien João Havelange, Sir Stanley Rous en est désigné président honoraire lors d'une cérémonie organisée à Francfort. Il meurt à Londres en 1986, à 91 ans, d'une leucémie. Après sa mort, une compétition porta son nom, la Rous Cup, opposant originellement les équipes d'Angleterre et d'Écosse avant de voir s'opposer ces deux équipes et diverses sélections d'Amérique du Sud.

## Distinctions
- Commandeur de l'Ordre de l'Empire britannique (CBE) en 1942[2]
- Chevalier en 1949[3]